# Príslop
Príslop és un poble i municipi d'Eslovàquia. Es troba a la regió de Prešov, al nord del país.

## Història
La primera referència escrita de la vila data del 1568.

## Demografia
| Godina             | 1994 | 2004    | 2014   | 2024 |
| ------------------ | ---- | ------- | ------ | ---- |
| Nombre de persones | 95   | 66      | 60     | 39   |
| Diferència         |      | −30,52% | −9,09% | −35% |

| Godina             | 2023 | 2024   |
| ------------------ | ---- | ------ |
| Nombre de persones | 37   | 39     |
| Diferència         |      | +5,40% |